# بانکو پاتاگونیا
بانکو پاتاگونیا (انگلیسی: Banco Patagonia) شرکت خدمات مالی و بانکداری آرژانتینی است، که در سال ۱۹۷۶ تأسیس شد.